# جایزه بزرگ قطر
جایزه بزرگ قطر (به انگلیسی: Qatar Grand Prix، به عربی: جائزة قطر الكبرى) یک مسابقه اتومبیل‌رانی فرمول یک است که قرار است برای اولین بار به عنوان بخشی از مسابقات قهرمانی فصل ۲۰۲۱ فرمول یک برگزار شود و مجدداً در سال ۲۰۲۳ با یک قرارداد ۱۰ ساله به تقویم بازگردد. این مسابقه در پیست بین‌المللی لوسیل برگزار می‌شود، قبل از ساخت یک پیست جدید در سال ۲۰۲۳. این مسابقه قرار است چهارمین مسابقه شبانه کامل در تقویم فرمول یک، پس از جایزه بزرگ‌های سنگاپور، بحرین و صخیر باشد.
در ادامه AFC اعلام کرده که جایزه جوانمرادنه و عادلانه ترین تیم به قطر و اکرم عفیف خاهد رسید

## تاریخچه

### خاستگاه
فصل ۲۰۲۱ فرمول یک در ابتدا برای ۲۳ مسابقه برنامه‌ریزی شده بود. مسابقه افتتاحیه فصل، جایزه بزرگ استرالیا، ابتدا به دلیل محدودیت‌های کووید-۱۹ در این کشور قبل از اینکه لغو شود به تعویق افتاد.
لغو جایزه بزرگ استرالیا در اواخر فصل اتفاق افتاد و در تقویم جای خالی باقی ماند. اولین دوره جایزه بزرگ قطر به عنوان جایگزین آن اعلام شد.

### ۲۰۲۱
اولین دوره جایزه بزرگ قطر قرار است ۲۱ نوامبر، به جای مسابقه لغو شده استرالیا برگزار شود.

### ۲۰۲۳
پس از یک سال غیبت در سال ۲۰۲۲، جایزه بزرگ قطر با قراردادی ۱۰ ساله از ۲۰۲۳ تا ۲۰۳۲ در یک پیست جدید به تقویم بازمی‌گردد.

## انتقاد
این جایزه بزرگ با انتقاد سازمان عفو بین‌الملل به دلیل حقوق بشر در قطر مواجه شده‌است.

## نام رسمی
- ۲۰۲۱: اوریدو جایزه بزرگ قطر[۵]

## برندگان
| سال  | راننده        | تیم   | گزارش |
| ---- | ------------- | ----- | ----- |
| ۲۰۲۱ | لوئیس همیلتون | مرسدس | گزارش |